# Bateau Bay
Bateau Bay est une ville côtière australienne située dans la zone d'administration locale de la Côte centrale, en Nouvelle-Galles du Sud.

## Géographie
Bateau Bay est située dans la région de la Côte centrale, connue sous le nom de Darkinjung par les Aborigènes, à environ 6 km au sud de la ville de The Entrance et à 17 km au nord-est de Gosford. Son nom est d'origine française.
La plage de Bateau Bay donne accès à Crackneck Point qui est un lieu de surf local. Crackneck Point Lookout (274 m de haut) est une colline à une courte distance de la plage où il y a une grande zone dégagée.
Une grande partie de la région de Bateau Bay est occupée par le parc national de Wyrrabalong qui est un havre pour les oiseaux de mer et la faune sauvage avec des goannas, bandicoots, Rhipidures et des Podarges gris. Un chemin de 1,6 km de long passant à travers le parc national de Wyrrabalong relie Crackneck Point Lookout et Forresters Beach.

## Démographie
| 2001   | 2011   | 2021   |
| ------ | ------ | ------ |
| 11 139 | 11 759 | 12 516 |